# ملكة جمال الدولية 2001
ملكة جمال الدولية 2001، هي نسخة مسابقة ملكة جمال الدولية الواحدة والأربعون في تاريخ مسابقة ملكة جمال الدولية منذ انطلاقتها عام 1960، عقدت المسابقة في 4 أكتوبر 2001 في ناكانو صن بلازا في طوكيو ، اليابان. شهد هذا العام تنافس اثنين وخمسين متسابقة من جميع أنحاء العالم للفوز باللقب، في نهاية الحدث توجت ماوغوجاتا روجنيتسيكا من بولندا من قبل ملكة جمال السابقة فيفيان أوردانيتا من فنزويلا.

## النتائج

### المراكز النهائية
| النتائج النهائية       | المتنافسة |
| ---------------------- | --- |
| ملكة جمال الدولية 2001 | - بولندا - ماوغوجاتا روجنيتسيكا |
| الوصيفة الأولى         | - فنزويلا - أورا زامبرانو |
| الوصيفة الثانية        | - روسيا - تاتيانا بافلوفا |
| أفضل 15                | - أروبا - دافني كرويس - البرازيل - فرناندا بورخا - تشيلي - بولا أوتشارد - كولومبيا - روسيو ستيفنسون - جمهورية الدومينيكان - بلجيكا كوري - الهند - كانوال تور - إسرائيل - ديغلا الكابتس - اليابان - هاناكو سوزوكي - كوريا - بايك ميونغ هي - منغوليا - سانسارما لوفساندو - سان مارينو - مارزيا بيليسو - إسبانيا - أيولا مولينا |

## الروابط الخارجية
- موقع ملكة جمال الدولية الرسمي